# Here on Earth
Here on Earth — пятнадцатый студийный альбом американского кантри-певца Тима Макгро, изданный 21 августа 2020 года на студии Big Machine. Его также считают шестнадцатым студийным альбомом, если учитывать его совместный с женой Фейт Хилл альбом 2017 года (The Rest of Our Life). Продюсером был его многолетний партнёр Байрон Гэллимор, с которым они выпускали в 1993 году ещё первый диск Макгро.

## История
После выпуска его альбома 2015 года Damn Country Music контракт Макгро с Big Machine Records истек. МакГроу и его жена Фейт Хилл в феврале 2017 года подписали договор с Sony Music Entertainment, материнской компанией Sony Music Nashville. По этой сделке в ноябре 2017 года на лейбле Sony Arista Nashville был выпущен первый дуэтный альбом МакГроу и Хилла, The Rest of Our Life. Затем последовали два сольных сингла: «Neon Church» 2018 года и «Thought About You» 2019 года, оба выпущенные на лейбле Sony Columbia Nashville. Макгроу вернулся в Big Machine Records в феврале 2020 года после ухода из Sony в начале года.
Название альбома было анонсировано в феврале 2020 года вместе с новостью о том, что Магроу возвращается на лейбл Big Machine Records. В июле датой релиза было назначено 21 августа 2020 года.
Изначально был запланирован концертный тур Here on Earth Tour, который должен был начаться 10 июля, но в итоге отменён из-за пандемии COVID-19.

## Отзывы
Альбом получил положительные отзывы музыкальной критики и интернет-изданий. 
| Оценки критиков | Оценки критиков |
| Источник        | Оценка          |
| --------------- | --------------- |
| AllMusic        | [ 5 ]           |

## Синглы
Первым синглом с альбома стала песня «I Called Mama», которая вышла 8 мая 2020 года и достигла 22-го места в кантри-чарте Billboard Hot Country Songs, 15-го места в радиоэфирном чарте Billboard Country Airplay, 28-го места в чарте Billboard Adult Contemporary и 99-го места в основном американском хит-параде Billboard Hot 100. Песня также достигла 28-го места в канадском хит-параде Billboard Canada Country. Музыкальное видео для этой песни вышло 27 мая 2020 года и было «посвящено всем матерям в мире». В нём приняли участие фаны Макгроу с их матерями, а также его собственная мама, Betty Trimble, и его жена Фейт Хилл.

## Коммерческий успех
5 сентября 2020 года Here on Earth возглавил кантри хит-парад. Это 17-й чарттоппер Тима Макгро (и 16 сразу дебютировавший на вершине). По этому показателю он делит второе место в истории Top Country Albums (основанном в 1964 году) с Вилли Нельсоном (17) и Гартом Бруксом (17), уступая только Джорджу Стрейту (у которого 27 чарттопперов) и опережая Мерла Хаггарда(16) и Кенни Чесни (16). Кроме того, Макгро стал лидером четвёртое десятилетие подряд (1990-е, 2000-е, 2010-е и 2020-е). Впервые он возглавил чарт в апреле 1994 году с альбомом Not a Moment Too Soon. Только два других музыканта имеют сходное достижение: Стрейт и Риба Макинтайр, каждый возглавляли Top Country Albums в десятилетия ’80-е, ’90-е, ’00-е и ’10-е.

## Список композиций
| №                   | Название              | Автор(ы)                                                         | Длительность |
| ------------------- | --------------------- | ---------------------------------------------------------------- | ------------ |
| 1.                  | «L.A.»                | Carlton Anderson Shane Minor Phil O'Donnell                      | 3:53         |
| 2.                  | «Chevy Spaceship»     | Johnny Price                                                     | 4:20         |
| 3.                  | «Here on Earth»       | Jessie Joe Dillion Chase McGill Jon Nite                         | 4:21         |
| 4.                  | «Damn Sure Do»        | Tony Lane James T. Slater                                        | 4:12         |
| 5.                  | «Hallelujahville»     | Tom Douglas Blake Griffith Brett Taylor                          | 4:26         |
| 6.                  | «Good Taste in Women» | Jaren Johnston Bryan Simpson Nathan Spicer                       | 3:47         |
| 7.                  | «Hard to Stay Mad At» | Люк Лэрд Шейн Маканалли Лори Маккенна                            | 4:10         |
| 8.                  | «Sheryl Crow»         | Wendell Mobley Neil Thrasher Laura Veltz                         | 3:20         |
| 9.                  | «Not from California» | Levi Hummon Marcus Hummon Matt McVanney Brad Warren Brett Warren | 3:01         |
| 10.                 | «Hold You Tonight»    | Ross Copperman Jon Nite                                          | 3:56         |
| 11.                 | «7500 OBO»            | Spicer Matt McGinn Jennifer Schott                               | 3:41         |
| 12.                 | «If I Was a Cowboy»   | Zack Dyer Lonnie Lee Fowler Dave Turnbill                        | 3:53         |
| 13.                 | «I Called Mama»       | Marv Green Lance Miller Jimmy Yeary                              | 3:31         |
| 14.                 | «Gravy»               | T. Douglas Andy Albert Allen Shamblin                            | 3:36         |
| 15.                 | «War of Art»          | Miller Brett Warren Brad Warren Jeremy Spellman                  | 3:54         |
| 16.                 | «Doggone»             | Johnston T. Douglas Claire Douglas Aimee Mayo                    | 3:34         |
| Общая длительность: | Общая длительность:   | Общая длительность:                                              | 61:35        |

| №   | Название         | Длительность |
| --- | ---------------- | ------------ |
| 17. | «Truth Is»       |              |
| 18. | «Cuttin' Onions» |              |

## Чарты
| Чарт (2020)                        | Высшая позиция |
| ---------------------------------- | -------------- |
| Австралия (ARIA)                   | 10             |
| Канада (Canadian Albums Chart)     | 37             |
| Шотландия (Scottish Albums Chart)  | 34             |
| Швейцария (Schweizer Hitparade)    | 89             |
| США (Billboard 200)                | 14             |
| США (Billboard Top Country Albums) | 1              |